# Mohamed Ofei Sylla
Pour les articles homonymes, voir Mohamed Sylla et Sylla (homonymie).
Mohamed Ofei Sylla est un footballeur guinéen né le 15 août 1974 en Guinée et mort le 4 février 2019 à Conakry (Guinée), retraité de juin 2001 à 2019 année du décès.

## Biographie
En 1993, Mohamed Ofei Sylla commence sa carrière au Horoya (Guinée) avant de rejoindre le club de Vannes en France. 
Il participe à la Coupe d'Afrique des nations de football 1994 et à celle de 1998.
En 1997, il rejoint l'Égypte et s'engage avec le club de l'Ismaily SC avant de partir pour la Turquie en 1999 avec le Gaziantepspor puis avec le Denizlispor en 2000. 
Il prend sa retraite à la fin de la saison 2000-2001.